# Dasyprocta ruatanica
Dasyprocta ruatanica é uma espécie de roedor da família Dasyproctidae.
É endêmica de Honduras, onde é encontrada apenas na ilha de Roatán.